# Calanthe reflexa
Calanthe reflexa är en orkidéart som beskrevs av Carl Maximowicz. Calanthe reflexa ingår i släktet Calanthe och familjen orkidéer. Inga underarter finns listade i Catalogue of Life.

## Bildgalleri

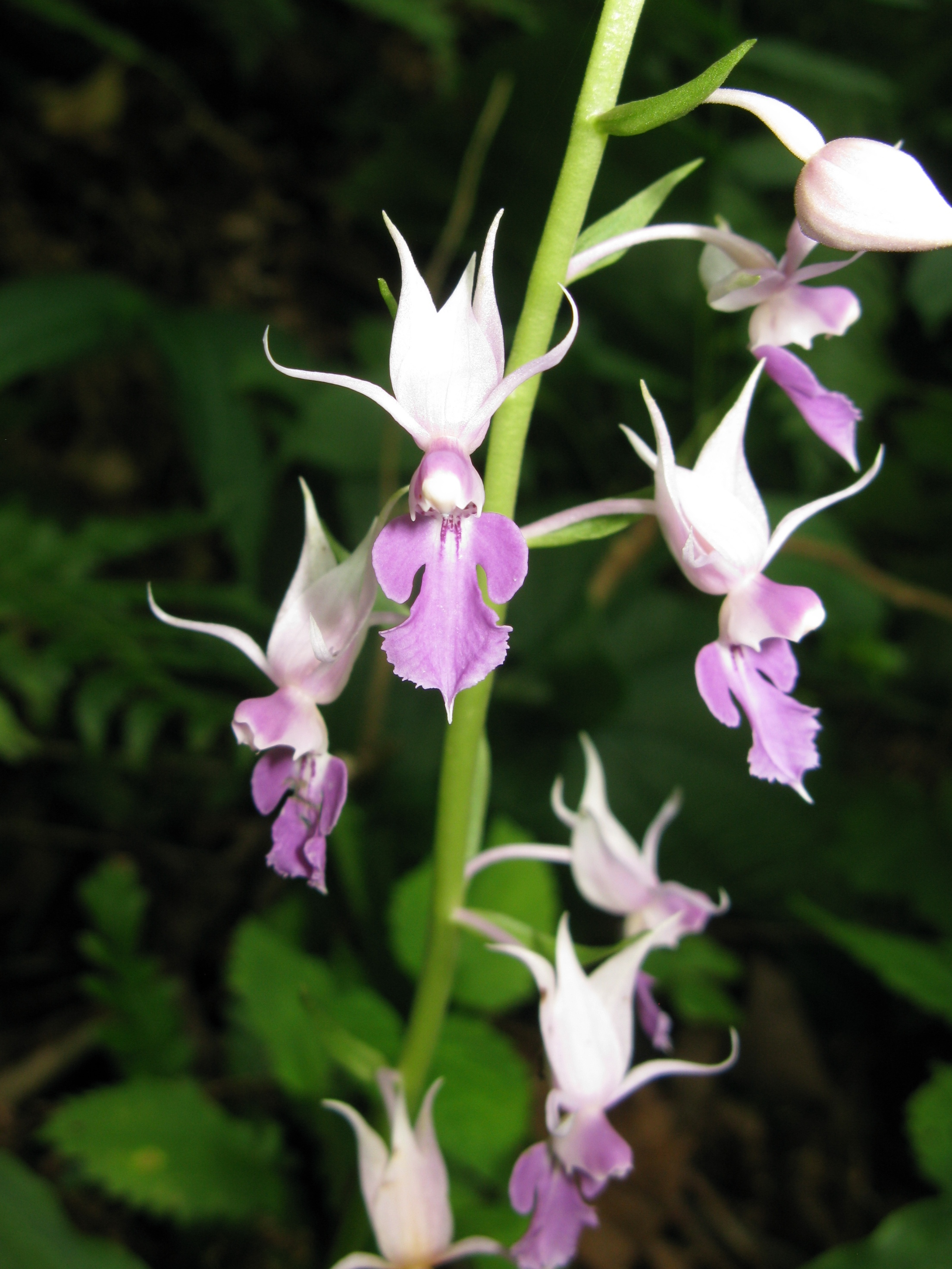
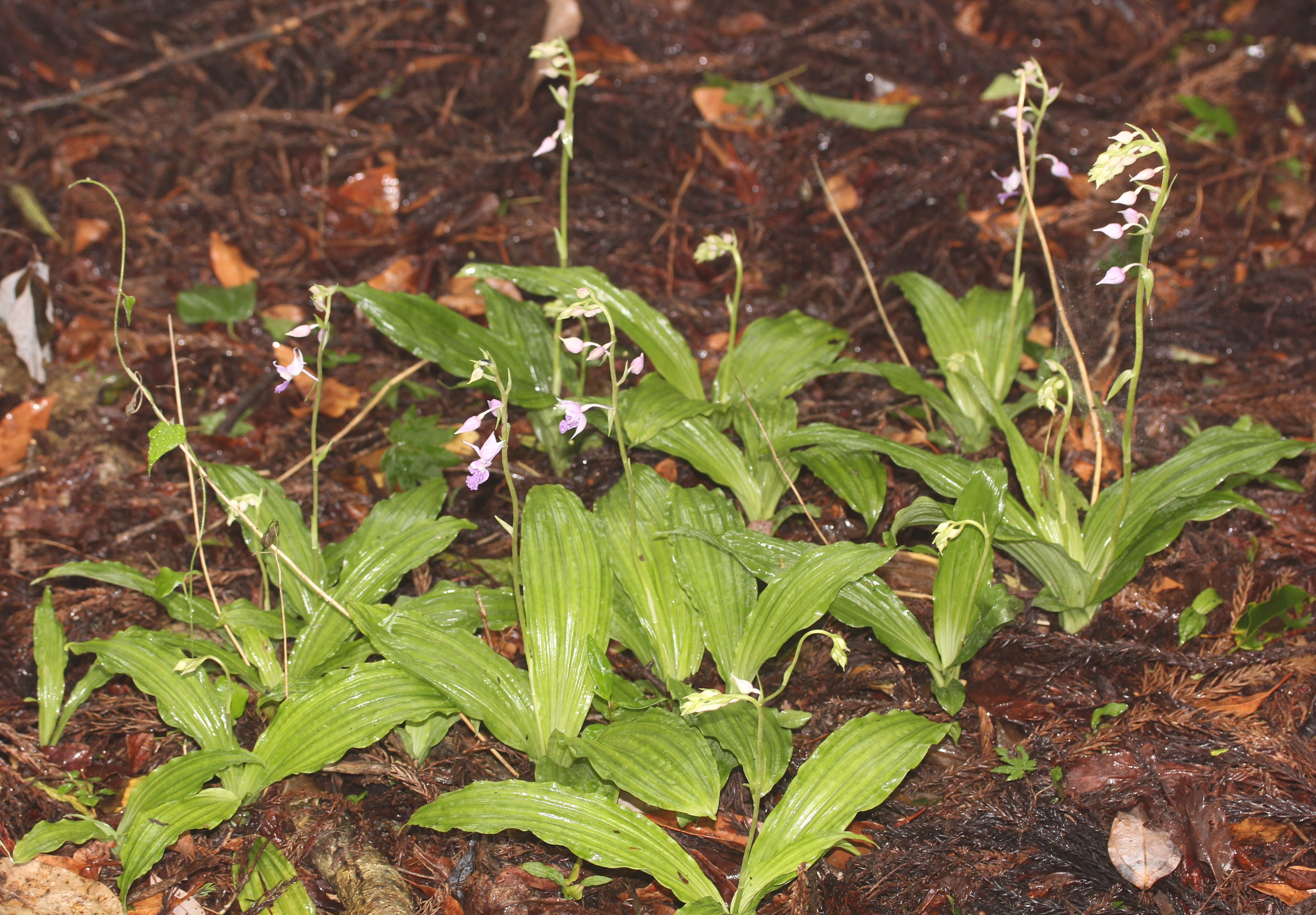
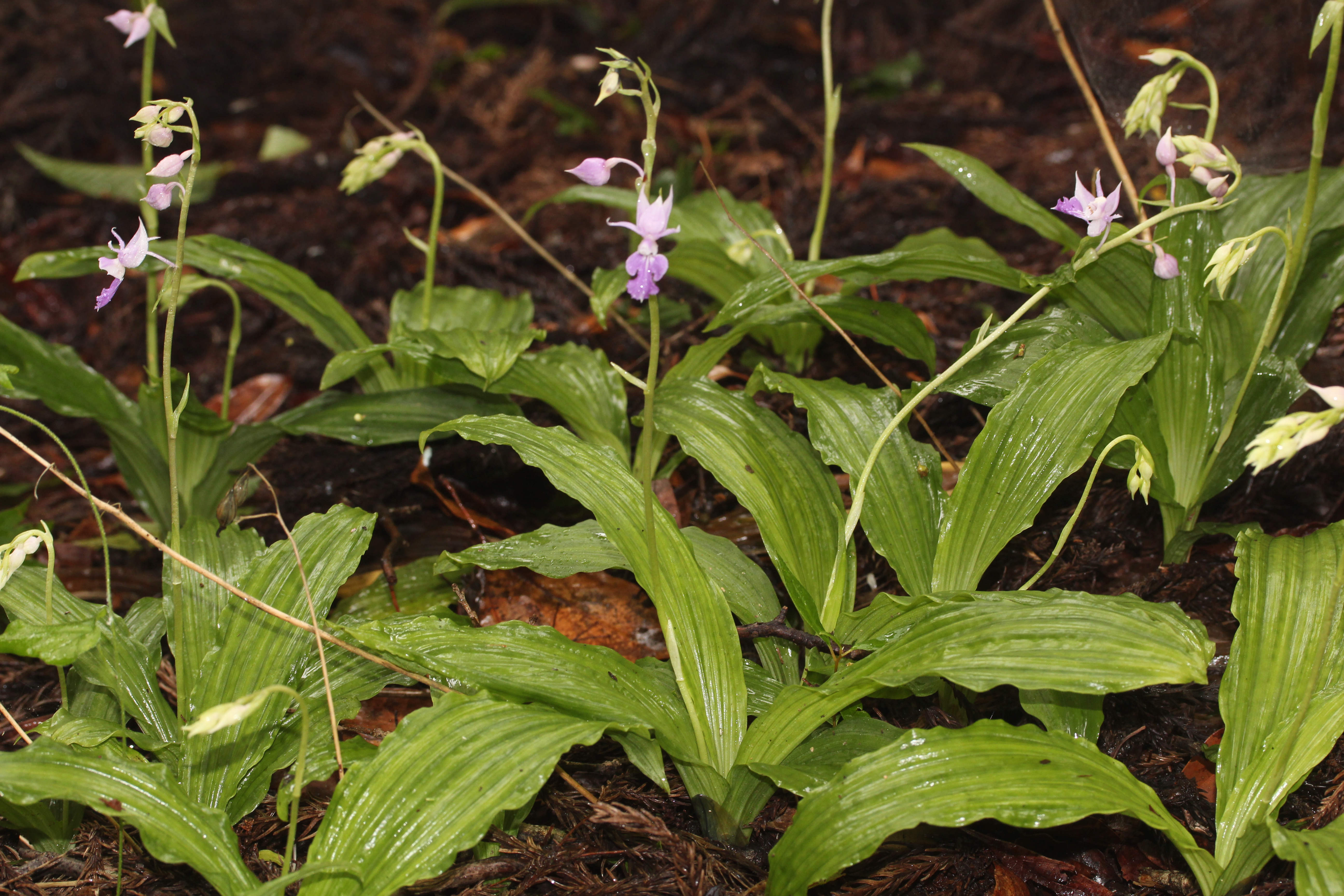
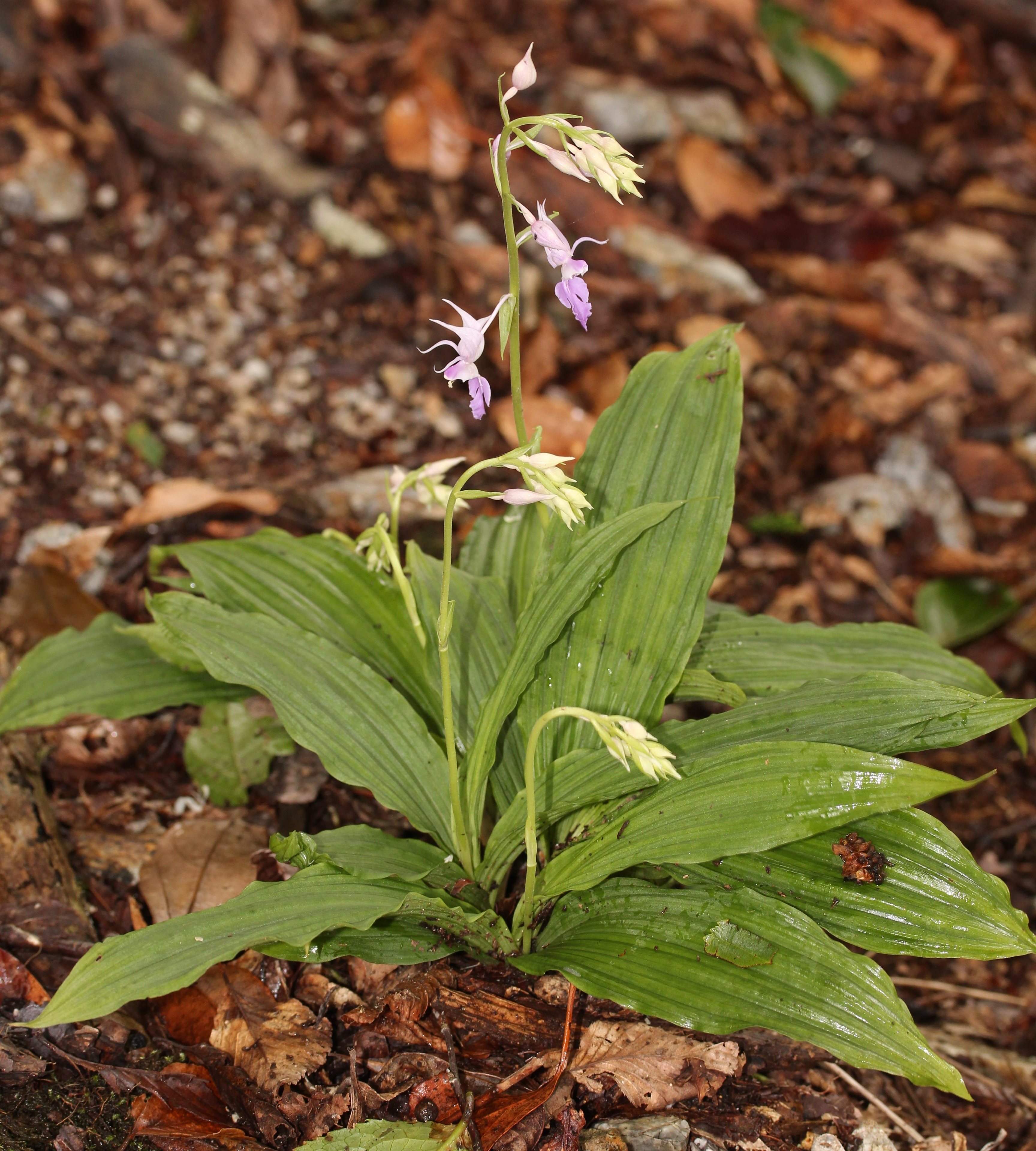
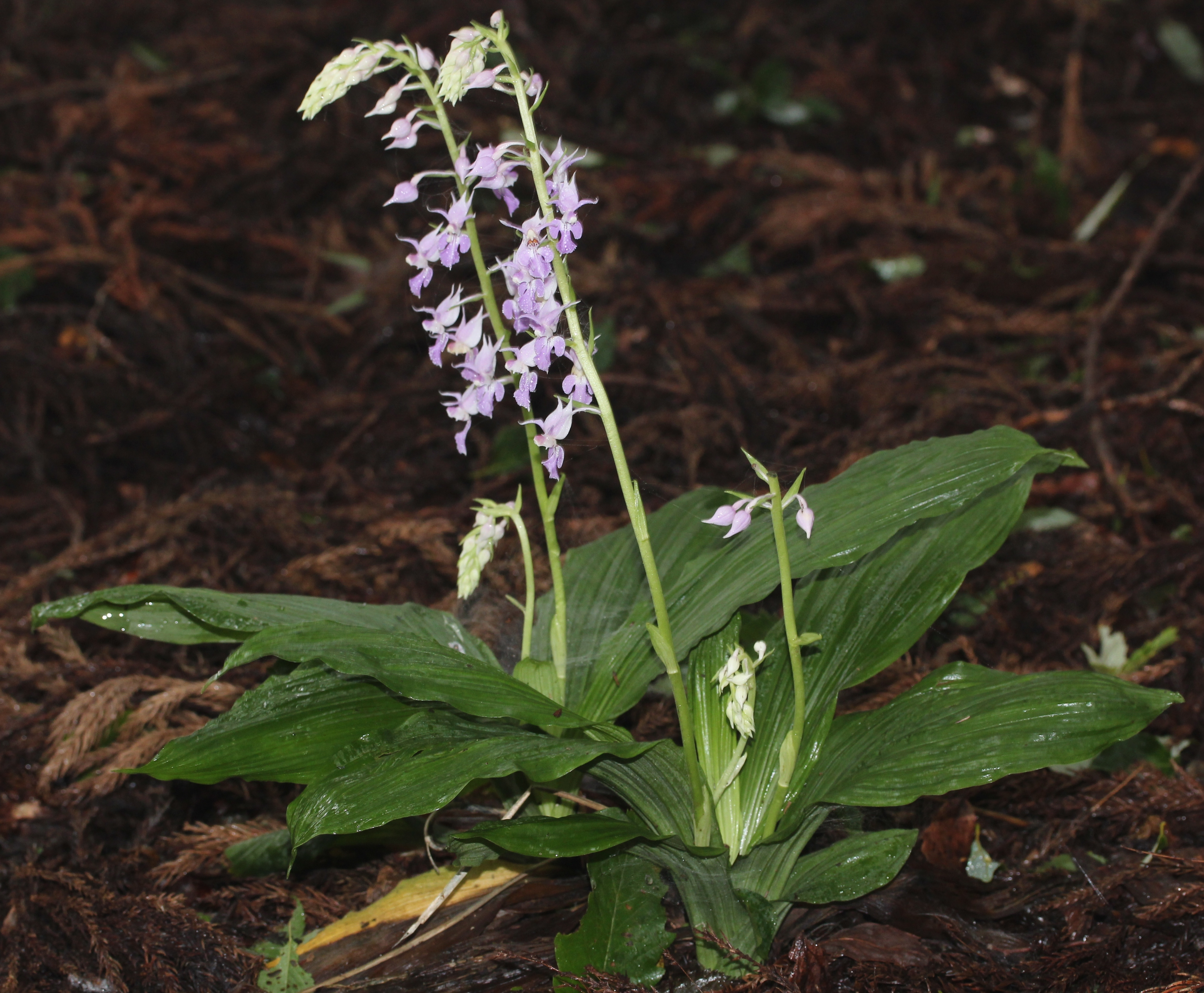
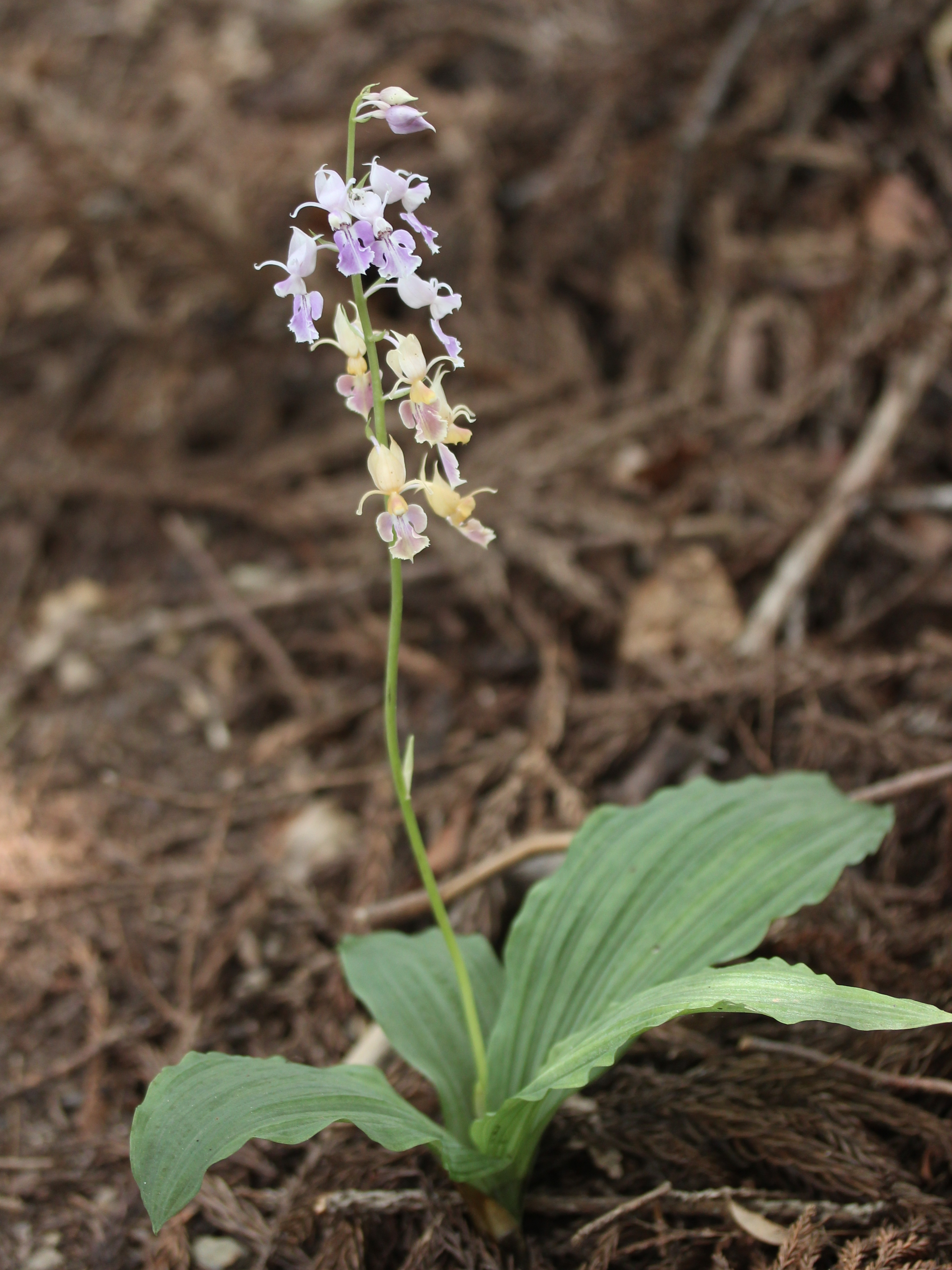